# Epicopeia battaka
Epicopeia battaka is een vlinder uit de familie van de Epicopeiidae. De wetenschappelijke naam van de soort is voor het eerst geldig gepubliceerd in 1895 door Dohrn.